# La guitarra (canción)
«La Guitarra» es una canción perteneciente al grupo de ska argentino Los Auténticos Decadentes. Es el primer tema de su cuarto álbum de estudio Mi vida loca editado bajo los sellos Sony music y RCA en 1995. Fue escrita por Jorge Serrano.  La letra explica la picardía de un joven que no quiere trabajar, estudiar o casarse para vivir de la música.  El ex-árbitro Guillermo Nimo no solo interpreta el estribillo de la canción, sino que también participa en el videoclip, sacándole la tarjeta roja al cantante Gustavo Parisi.

## Músicos
- Voz: Gustavo Daniel “Cucho” Parisi
- Voz padre: Mario Breuer
- Coros: Diego Hernán “Cebolla” Demarco, Jorge Aníbal “Perro Viejo” Serrano, Martín Alejandro Pajarola, Eduardo Alberto “Edu” (“El Animal”) Trípodi.
- Guitarras: Gustavo Eduardo “Nito” Montecchia, Diego Hernán “Cebolla” Demarco.
- Bajo: Pablo Exequiel Armesto.
- Batería: Martín Alejandro Pajarola.
- Timpani, cencerro: Gastón “Cebolla” Bernardou.
- Piano: Jorge Aníbal “Cebolla” Serrano.
- Pandereta: Martín Damián “La Mosca” Lorenzo.
- Saxo: Pablo Marcelo “Patito” Cabanchik.
- Trompeta: Guillermo Ricardo “Capanga” Eijo.
- Trombón: Daniel Eduardo Zimbello.
- (Sección de cuerdas y sección de vientos acreditados solamente como invitados)